# Adolfo di Nassau-Schaumburg
Adolfo, Principe di Nassau-Schaumburg (anche noto come Adolfo di Nassau-Dillenburg; 23 gennaio 1629 – 19 dicembre 1676), fu il fondatore della linea di Nassau-Schaumburg dalla vita breve.

## Biografia
Era figlio di Luigi Enrico (1594–1662), conte di Nassau-Dillenburg, dal 1654 principe di Nassau-Dillenburg, e della sua prima moglie Caterina di Sayn-Wittgenstein (1588–1651). Poiché era uno dei figli minori ricevette soltanto il distretto di Driedorf dall'eredità di suo padre.
Nel 1653, sposò Elisabetta Carlotta (1640–1707), la figlia di Peter Melander, conte di Holzappel. Tramite lei, egli ereditò la Contea di Holzappel e la Signoria di Schaumburg. Poi si designò conte di Nassau-Schaumburg e diventò il fondatore della linea di Nassau-Schaumburg. Tuttavia, tutti i suoi figli maschi morirono prima di lui, e quando lui stesso morì nel 1676, Holzappel e Schaumburg passarono a suo genero Lebrecht, principe di Anhalt-Zeitz-Hoym, il fondatore della linea di Anhalt-Bernburg-Schaumburg-Hoym.
Adolfo ed Elisabetta Carlotta ebbero i seguenti figli:
- Caterina (nata nel 1659)
- Agnese (nata nel 1660)
- Guglielmo Luigi (b. 1661)
- Ernestina Carlotta (1662–1732), sposò:
  1. nel 1678 Guglielmo Maurizio di Nassau-Siegen (1649–1691)
  2. Federico Filippo di Geuder-Rabensteiner (d. 13 May 1727), consigliere e precettore alla corte di Bernburg
- Giovanna Elisabetta (1663 – 9 febbraio 1700), sposò nel 1692 il conte Federico Adolfo di Lippe-Detmold
- Luisa Enrichetta (1665-1665)
- Carlo Enrico (nato nel 1670)
- Carlotta (1673–1700), sposò nel 1692 il principe Lebrecht di Anhalt-Zeitz-Hoym

## Ascendenza
|                                             |                                         |                                                                    | Genitori                                   |  |  | Nonni |  |  | Bisnonni                                |  |  | Trisnonni                               |  |
|                                             |                                         |                                                                    |                                            |  |  |       |  |  | Giovanni VI, conte di Nassau-Dillenburg |  |  | Guglielmo I, conte di Nassau-Dillenburg |  |
|                                             |                                         |                                                                    |                                            |  |  |       |  |  | Giovanni VI, conte di Nassau-Dillenburg |  |  | Guglielmo I, conte di Nassau-Dillenburg |  |
|                                             |                                         | Giuliana di Stolberg-Wernigerode                                   |                                            |  |  |       |  |  | Giovanni VI, conte di Nassau-Dillenburg |  |  |                                         |  |
| Giorgio V, conte di Nassau-Dillenburg       |                                         |                                                                    |                                            |  |  |       |  |  | Giovanni VI, conte di Nassau-Dillenburg |  |  |                                         |  |
|                                             |                                         | Elisabetta di Leuchtenberg                                         | Giorgio III, langravio di Leuchtenberg     |  |  |       |  |  |                                         |  |  |                                         |  |
|                                             |                                         | Elisabetta di Leuchtenberg                                         | Giorgio III, langravio di Leuchtenberg     |  |  |       |  |  |                                         |  |  |                                         |  |
|                                             |                                         | Elisabetta di Leuchtenberg                                         | Barbara di Brandenburgo-Ansbach-Kulmbach   |  |  |       |  |  |                                         |  |  |                                         |  |
| Luigi Enrico, principe di Nassau-Dillenburg |                                         | Elisabetta di Leuchtenberg                                         |                                            |  |  |       |  |  |                                         |  |  |                                         |  |
|                                             |                                         | Filippo IV, conte di Nassau-Weilburg e conte di Nassau-Saarbrücken | Filippo III, conte di Nassau-Weilburg      |  |  |       |  |  |                                         |  |  |                                         |  |
|                                             |                                         | Filippo IV, conte di Nassau-Weilburg e conte di Nassau-Saarbrücken | Filippo III, conte di Nassau-Weilburg      |  |  |       |  |  |                                         |  |  |                                         |  |
|                                             |                                         | Filippo IV, conte di Nassau-Weilburg e conte di Nassau-Saarbrücken | Amalia di Isenburg-Büdingen-Birstein       |  |  |       |  |  |                                         |  |  |                                         |  |
| Anna Amalia di Nassau-Weilburg              |                                         | Filippo IV, conte di Nassau-Weilburg e conte di Nassau-Saarbrücken |                                            |  |  |       |  |  |                                         |  |  |                                         |  |
|                                             |                                         | Erica di Manderscheid-Virneburg                                    | Francesco, conte di Manderscheid-Virneburg |  |  |       |  |  |                                         |  |  |                                         |  |
|                                             |                                         | Erica di Manderscheid-Virneburg                                    | Francesco, conte di Manderscheid-Virneburg |  |  |       |  |  |                                         |  |  |                                         |  |
|                                             |                                         | Erica di Manderscheid-Virneburg                                    | Anna di Isenburg-Neumagen                  |  |  |       |  |  |                                         |  |  |                                         |  |
| Adolfo, conte di Nassau-Schaumburg          |                                         | Erica di Manderscheid-Virneburg                                    |                                            |  |  |       |  |  |                                         |  |  |                                         |  |
|                                             | Guglielmo I, conte di Sayn-Wittgenstein | Eberardo I, conte di Sayn-Wittgenstein                             |                                            |  |  |       |  |  |                                         |  |  |                                         |  |
|                                             | Guglielmo I, conte di Sayn-Wittgenstein | Eberardo I, conte di Sayn-Wittgenstein                             |                                            |  |  |       |  |  |                                         |  |  |                                         |  |
|                                             | Guglielmo I, conte di Sayn-Wittgenstein | Margherita di Rodemachern                                          |                                            |  |  |       |  |  |                                         |  |  |                                         |  |
| Ludovico I, conte di Sayn-Wittgenstein      | Guglielmo I, conte di Sayn-Wittgenstein |                                                                    |                                            |  |  |       |  |  |                                         |  |  |                                         |  |
|                                             |                                         | Giovanetta di Isenburg-Neumagen                                    | Salentin VI, conte di Isenburg-Neumagen    |  |  |       |  |  |                                         |  |  |                                         |  |
|                                             |                                         | Giovanetta di Isenburg-Neumagen                                    | Salentin VI, conte di Isenburg-Neumagen    |  |  |       |  |  |                                         |  |  |                                         |  |
|                                             |                                         | Giovanetta di Isenburg-Neumagen                                    | Elisabetta di Hunolstein                   |  |  |       |  |  |                                         |  |  |                                         |  |
| Caterina di Sayn-Wittgenstein               |                                         | Giovanetta di Isenburg-Neumagen                                    |                                            |  |  |       |  |  |                                         |  |  |                                         |  |
|                                             |                                         | Federico Magnus I, conte di Solms-Laubach                          | Otto, conte di Solms-Laubach               |  |  |       |  |  |                                         |  |  |                                         |  |
|                                             |                                         | Federico Magnus I, conte di Solms-Laubach                          | Otto, conte di Solms-Laubach               |  |  |       |  |  |                                         |  |  |                                         |  |
|                                             |                                         | Federico Magnus I, conte di Solms-Laubach                          | Anna di Meclemburgo-Schwerin               |  |  |       |  |  |                                         |  |  |                                         |  |
| Elisabetta di Solms-Laubach                 |                                         | Federico Magnus I, conte di Solms-Laubach                          |                                            |  |  |       |  |  |                                         |  |  |                                         |  |
|                                             |                                         | Agnese di Wied                                                     | Giovanni III, conte di Wied                |  |  |       |  |  |                                         |  |  |                                         |  |
|                                             |                                         | Agnese di Wied                                                     | Giovanni III, conte di Wied                |  |  |       |  |  |                                         |  |  |                                         |  |
|                                             |                                         | Agnese di Wied                                                     | Elisabetta di Nassau-Siegen                |  |  |       |  |  |                                         |  |  |                                         |  |
|                                             |                                         | Agnese di Wied                                                     |                                            |  |  |       |  |  |                                         |  |  |                                         |  |